# Werner Egk
Werner Egk, właśc. Werner Joseph Mayer (ur. 17 maja 1901 w Auchsesheim, zm. 10 lipca 1983 w Inning am Ammersee) – niemiecki kompozytor i dyrygent.

## Życiorys
W 1921 studiował grę fortepianową u Anny Hirzel-Langenhan oraz teorię, kompozycję i dyrygenturę u Carla Orffa w Monachium. Równocześnie pracował w teatrze Schwabing jako kierownik sceny. W 1922 rozpoczął studia filozoficzne i muzykologiczne u Adolfa Sandbergera na Uniwersytecie Monachijskim. 
Po rocznym pobycie we Włoszech (1926–1927) objął stanowisko lidera zespołu orkiestry kinowej w Monachium. Rok później przeniósł się do Berlina, gdzie nawiązał kontakty m.in. z Arnoldem Schönbergiem, Hannsem Eislerem, Kurtem Weillem, Erichem Mühsamem, Bertoltem Brechtem i Erwinem Piscatorem; w tym samym roku wrócił do Monachium. W latach 1930–1933 współpracował z radiem bawarskim (Bayerischer Rundfunk). W latach 1936–1940 był dyrygentem berlińskiej Staatsoper, w latach 1950–1953 profesorem kompozycji i dyrektorem Musikhochschule w Berlinie Zachodnim, a później dyrektorem Bayerischen Staatsoper. 
W latach 1941–1945 był szefem Rady Kompozytorów (Fachschaft Komponisten) w Reichsmusikkammer, od 1950 przewodniczącym rady doradczej Stowarzyszenia GEMA, od 1954 prezesem Deutschen Komponistenverbandes, a od 1968 przewodniczącym Deutscher Musikrates.
Nazwisko Egka figurowało na Gottbegnadeten-Liste (Lista obdarzonych łaską Bożą) w III Rzeszy) wśród Niezastąpionych.

## Odznaczenia i nagrody
(na podstawie materiałów źródłowych)
- 1981 – Order Maksymiliana za Naukę i Sztukę[9]
- 1972 – nagroda honorowa miasta Monachium
- 1970 – Krzyż Wielki Orderu Zasługi RFN
- 1966 – złoty medal miasta Monachium za Sztukę i Naukę (Medaille für Kunst und Wissenschaft der Stadt München)
- 1962 – Order Bawarski Zasługi
- 1950 – Berliner Kunstpreis
- 1936 – złoty medal Olimpijskiego Konkursu Sztuki i Literatury za Olympische Festmusik

## Twórczość
Egk komponował w stylu zbliżonym do neoklasycyzmu paryskiego. Stosował prostą fakturę, z przewagą homofonii, a jego instrumentacja nie wychodziła poza straussowskie konwencje. Jego język muzyczny był odległy od silnych trendów w niemieckiem muzyce lat 30. (dodekafonia i polifonizmu Hindemitha). W utworach scenicznych wprowadzał włoską śpiewność i francuską lekkość; widoczne są też wpływy Strawinskiego w zakresie metrorytmiki. Sam pisał libretta do swoich oper i baletów wykorzystując popularne wątki i legendy.
Komponował opery i balety, utwory orkiestrowe, kameralne i wokalne.

## Wybrane kompozycje
(na podstawie materiałów źródłowych)

### Opery
- Columbus, opera radiowa(1935)
- Die Zaubergeige wg Pocciego (1935)
- Peer Gynt wg Ibsena (1938)
- Cirke, wg Calderona (1945), przerobiona na semibuffa 17 Tage und 4 Minuten (1966)
- Irische Legende, wg Yeatsa (1955)
- Der Revisor wg Gogola (1957)

### Balety
- Joan von Zarissa (1940)
- Abraxas (1948)
- Ein Sommertag (1950)
- Französische Suite nach Rameau (1952)
- Die chinesische Nachtigall (1953)
- Casanova in London (1969)

### Utwory orkiestrowe
- Olympische Festmusik (1936)
- Orchester-Sonate (1947/48)
- Französische Suite wg Rameau (1949; przerobiona na balet 1952)
- Allegria (1952)
- Variationen über ein karibisches Thema (1959)
- 2. Orchestersonate (1969)
- Spiegelzeit (1979)
- Musik für eine verschollene Romanze. Overture (1980)
- Der Revisor. Concert suite for trumpet and string orchestra (1981)

oraz liczne utwory kameralne, wokalne, pieśni.